# ركوب الكنو في الألعاب الأولمبية الصيفية 1924
كان ركوب الكنو رياضة استعراضية في الألعاب الأولمبية الصيفية لعام 1924 في باريس . كانت هذه هي المرة الأولى التي تكون فيها الرياضة جزءًا من البرنامج الأولمبي ، وستصبح رياضة ميدالية كاملة بعد 12 عامًا في أولمبياد 1936 .
طلبت اللجنة الأولمبية الفرنسية ، بصفتها مضيفة لهذه الألعاب ، من اللجنة الأولمبية الكندية عرض هذه الرياضة في باريس. تم ترتيب السباقات بين جمعية الكانوي الكندية ونادي واشنطن للكانوي من الولايات المتحدة . أقيمت الأحداث لكل من المجاذيف 1 و 2 و 4 لكل من المجاذيف أحادية الطرف (أسلوب الكانو الحديث) والمجاذيف ذات النهاية المزدوجة (أسلوب الكاياك الحديث).

## نتائج الفعاليات
مجداف واحد ، مجداف بسيط (شفرة واحدة) (الآن C-1)
1. روي نيرس (كندا)
2. هاري جرينشيلدز (كندا)
3. ليندسي (كندا)

مجداف واحد ، مجداف مزدوج الشفرة (الآن K-1)
1. هيفنز (الولايات المتحدة)
2. روي نيرس (كندا)
3. هاري نايت جونيور. (الولايات المتحدة)

مجدافان ، مجداف بسيط (شفرة واحدة) (الآن C-2)
1. هاري جرينشيلدز و ليندسي (كندا)
2. روي نيرس و دانكان (كندا)
3. نايت و هاري نايت جونيور. (الولايات المتحدة)

مجدافان ، مجداف مزدوج الشفرة (الآن K-2)
1. هيفنز و هاري نايت جينيور (الولايات المتحدة)
2. دانكان و روي نيرس (كندا)

أربعة مجاديف ، مجداف بسيط (شفرة واحدة) (الآن C-4)
1. روي نيرس، دانكان، ليندسي و هاري جرينشيلدز (كندا)
2. لاركومب، نايت، هيفنز و هاري نايت جونيور. (الولايات المتحدة)

أربعة مجداف ، مجداف مزدوج الشفرة (الآن K-4)
1. لاركومب، نايت، هيفنز و هاري نايت جونيور. (الولايات المتحدة)
2. روي نيرس، دانكان، ليندسي و هاري جرينشيلدز (كندا)